# Györkvölgy
Györkvölgy (horvátul: Jurkovac) falu Horvátországban, Pozsega-Szlavónia megyében. Közigazgatásilag Cseglényhez tartozik.

## Fekvése
Pozsegától légvonalban 26, közúton 36 km-re keletre, községközpontjától  3 km-re északra, a Pozsegai-medence szélén, a Krndija-hegység déli lejtőin, a Cseglényről Nekcsére menő úttól keletre, a Livadica és Krajina-patakok völgye által közefogva fekszik. 

## Története
A település már a középkorban is létezett, középkori magyar neve Györgyfalva, illetve Györkvölgy volt. Első írásos említése 1367-ben történt „Villa Gewrghfalwa” alakban. 1424-ben „Gywrkwelgh” néven, 1447-ben nemesi birtoként „Terra nobilium de Gywrkwelgh” néven szerepel. Kisnemesek birtoka volt. Nemesi névben is előfordul a Békeffyek velikei birtokának szomszédjaként „Stephaus de Gyewrkwelg”, majd 1491-ben ugyanőt említik királyi emberként. 
A települést 1532 körül foglalta el a török és több, mint 150 évig török uralom alatt volt. Ebben az időszakban Boszniából pravoszláv szerb családok települtek ide. A térség 1687-ben szabadult fel a török uralom alól. 1740-ben 9, 1763-ban 12 ház állt a településen. 
Az első katonai felmérés térképén „Dorf Jurkovac” néven található. Lipszky János 1808-ban Budán kiadott repertóriumában „Jurkovacz” néven szerepel.  Nagy Lajos 1829-ben kiadott művében „Jurkovacz” néven 15 házzal, 88 ortodox vallású lakossal találjuk. 
1857-ben 103, 1910-ben 151 lakosa volt. Az 1910-es népszámlálás szerint lakosságának 96%-a szerb, 3%-a horvát anyanyelvű volt. Pozsega vármegye Pozsegai járásának része volt. Az első világháború után 1918-ban az új szerb-horvát-szlovén állam, majd később (1929-ben) Jugoszlávia része lett. 1991-től a független Horvátországhoz tartozik. 1991-ben lakosságának 60%-a szerb, 17%-a jugoszláv, 12%-a horvát nemzetiségű volt. 2011-ben a településnek 21 lakosa volt. 

## Lakossága
| Lakosság változása | Lakosság változása | Lakosság változása | Lakosság változása | Lakosság változása | Lakosság változása | Lakosság változása | Lakosság változása | Lakosság változása | Lakosság változása | Lakosság változása | Lakosság változása | Lakosság változása | Lakosság változása | Lakosság változása | Lakosság változása |
| ------------------ | ------------------ | ------------------ | ------------------ | ------------------ | ------------------ | ------------------ | ------------------ | ------------------ | ------------------ | ------------------ | ------------------ | ------------------ | ------------------ | ------------------ | ------------------ |
| 1857               | 1869               | 1880               | 1890               | 1900               | 1910               | 1921               | 1931               | 1948               | 1953               | 1961               | 1971               | 1981               | 1991               | 2001               | 2011               |
| 103                | 124                | 83                 | 107                | 118                | 151                | 144                | 186                | 138                | 137                | 114                | 88                 | 67                 | 60                 | 33                 | 21                 |